# Narcisový festival

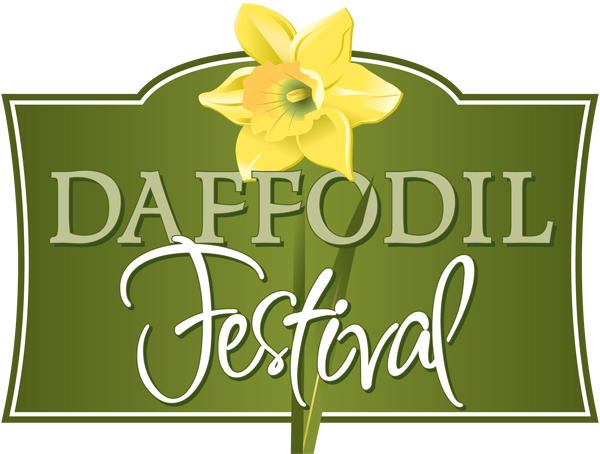
Logo festivalu.

Narcisový festival (angl. The Daffodil Festival) je regionální festival konaný každý duben v okrese Pierce v americkém státě Washington. Jeho program se skládá z květinového průvodu a celoročního programu, při kterém je vybírána královna festivalu z jedné z 24 spolupracujících středních škol v okrese. Jeho účelem je podpora vzdělávání, hrdosti a dobrovolnictví v okrese.

## Historie
Údolí řeky Puyallup, v jehož části se rozkládají města Tacoma, Puyallup, Sumner nebo Orting, disponuje bohatou ledovcovou půdou. V roce 1925 zdejším zemědělcům doporučilo federální ministerstvo zemědělství pěstovat místo chmele cibulové rostliny.
Bylo tak učiněno a některé farmy, jako ta Van Lieropova v Puyallupu, začaly být známé pro svou produkci těchto rostlin. Za nejlepší plodiny byly považovány narcisy a tulipány.
Festival byl založen roku 1926 jako zahradní večírek konaný manžely Ortonovými v Ortingu. V roce 1934 se jeho částí stal průvod, původně květinami vyzdobených automobilů.

## Průvod
Velký květinový průvod se koná každý rok v jednu dubnovou sobotu a prochází čtyřmi již zmíněnými městy – Tacomou, Puyallupem, Sumnerem a Ortingem. Fakt, že se koná ve čtyřech obcích, z něj dělá unikátní průvod.